# Laura E. Richards
Laura Elizabeth Howe Richards (* 27. Februar 1850; † 14. Januar 1943) war eine US-amerikanische Schriftstellerin.
Ihr Vater war Samuel Gridley Howe, Gründer der Perkins-Blindenschule, und ihre Mutter die Dichterin Julia Ward Howe. Sie wurde benannt nach Laura Bridgman, der berühmten taubblinden Schülerin ihres Vaters. Ihr Cousin war der Schriftsteller Francis Marion Crawford. 
Laura E. Richards wurde bekannt durch ihre Kinderbücher und gewann gemeinsam mit ihrer Schwester Maud Elliott Howe den Pulitzerpreis für die Biographie über ihre Mutter. 
Für ihr Kinderbuch Tirra Lirra erhielt sie 1959 postum den Lewis Carroll Shelf Award.

## Werke

### Biographien
- Letter and Journals of Samuel Gridley Howe (Vol. I: 1906, Vol. II: 1909)
- Florence Nightingale: Angel of the Crimea (1909)
- Two Noble Lives: Samuel Gridley Howe and Julia Ward Howe (1911)
- Julia Ward Howe, 1819–1910 (1915)
- Elizabeth Fry, the Angel of the Prisons (1916)
- Abigail Adams and Her Times (1917)
- Joan of Arc (1919)
- Laura Bridgman: The Story of an Opened Door (1928)
- Stepping Westward (1931)

### Kinderbücher
- Baby's Rhyme Book (1878)
- Babyhood: Rhymes and Stories, Pictures and Silhouettes for Our Little Ones (1878)
- Baby's Story Book (1878)
- Five Mice in a Mouse Trap (1880)
- The Little Tyrant (1880)
- Our Baby's Favorite (1881)
- Sketches and Scraps (1881)
- Baby Ways (1881)
- The Joyous Story of Toto (1885)
- Beauty and the Beast (retelling, 1886)
- Four Feet, Two Feet, and No Feet (1886)
- Hop o' My Thumb (retelling, 1886)
- Kaspar Kroak's Kaleidoscope (1886)
- L.E.R. (privately printed, 1886)
- Tell-Tale from Hill and Dale (1886)
- Toto's Merry Winter (1887)
- Julia Ward Howe Birthday-Book (1889)
- In My Nursery (1890)
- Captain January (later made into a movie with Shirley Temple, 1891)
- Star Bright (Captain January sequel, 1927)
- Die Hildegarde-Serie:
  - Queen Hildegarde (1889)
  - Hildegarde's Holiday (1891)
  - Hildegarde's Home (1892)
  - Hildegarde's Neighbors (1895)
  - Hildegarde's Harvest (1897)
- Die Melody-Serie:
  - Melody (1893)
  - Marie (1894)
  - Bethsada Pool (1895)
  - Rosin the Beau (1898)
- Die Margaret-Serie:
  - Three Margarets (1897)
  - Margaret Montfort (1898)
  - Peggy (1899)
  - Rita (1900)
  - Fernley House (1901)
  - The Merryweathers (1904)
- Glimpses of the French Court (1893)
- When I Was Your Age (1893)
- Narcissa, or the Road to Rome (1894)
- Five Minute Stories (1895)
- Jim of Hellas, or In Durance Vile (1895)
- Nautilus (1895)
- Isla Heron (1896)
- "Some Say" and Neighbors in Cyrus (1896)
- The Social Possibilities of a Country Town (1897)
- Love and Rocks (1898)
- Chop-Chin and the Golden Dragon (1899)
- Quicksilver Sue (1899)
- The Golden-Breasted Kootoo (1899)
- Sundown Songs (1899)
- For Tommy and Other Stories (1900)
- Snow-White, or The House in the Wood (1900)
- Geoffrey Strong (1901)
- Mrs. Tree (1902)
- The Hurdy-Gurdy (1902)
- More Five Minute Stories (1903)
- The Green Satin Gown (1903)
- The Tree in the City (1903)
- Mrs. Tree's Will (1905)
- The Armstrongs (1905)
- The Piccolo (1906)
- The Silver Crown, Another Book of Fables (1906)
- At Gregory's House (1907)
- Grandmother, the Story of a Life that Never was Lived (1907)
- Ten Ghost Stories (1907)
- The Pig Brother, and Other Fables and Stories (1908)
- The Wooing of Calvin Parks (1908)
- A Happy Little Time (1910)
- Up to Calvin's (1910)
- On Board the Mary Sands (1911)
- Jolly Jingles (1912)
- Miss Jimmy (1913)
- The Little Master (1913)
- Three Minute Stories (1914)
- The Pig Brother Play-Book (1915)
- Fairy Operettas (1916)
- Pippin, a Wandering Flame (1917)
- A Daughter of Jehu (1918)
- To Arms! Songs of the Great War (1918)
- Honor Bright: A Story for Girls (1920)
- In Blessed Cyrus (1921)
- The Squire (1923)
- Acting Charades (1924)
- Seven Oriental Operettas (1924)
- Honor Bright's New Adventure (1925)
- Tirra Lirra: Rhymes Old and New (1932)[2]
- Merry-Go-Round: New Rhymes and Old (1935)
- E. A. R. (1936)
- Please! Rhymes of Protest (1936)
- Harry in England (1937)
- I Have a Song to Sing You (1938)
- The Hottentot and Other Ditties (1939)
- What Shall the Children Read (1939)
- Laura E. Richards and Gardiner (a compilation of poems and articles, 1939)

| Personendaten    | Personendaten                                       |
| ---------------- | --------------------------------------------------- |
| NAME             | Richards, Laura E.                                  |
| ALTERNATIVNAMEN  | Richards, Laura Elizabeth Howe (vollständiger Name) |
| KURZBESCHREIBUNG | US-amerikanische Schriftstellerin                   |
| GEBURTSDATUM     | 27. Februar 1850                                    |
| STERBEDATUM      | 14. Januar 1943                                     |